# Kyler Murray
Kyler Cole Murray (Bedford, Texas, 7 augustus 1997) is een Amerikaans Americanfootballspeler voor de Arizona Cardinals (NFL). Hij speelt als quarterback. Murray nam in 2021 en 2022 deel aan de Pro Bowl. In 2018 won hij de Heismantrofee.

## Amateur carrière

### College Football

#### Texas A&M
In 2015 startte Murray zijn carrière als freshman bij Texas A&M, waar hij met Kyle Allen streed om de positie voor startende quarterback. Allen werd de startende quarterback, waardoor Murray zijn back-up werd. In oktober werd Murray de startende quarterback nadat Texas A&M twee wedstrijden op rij verloor. Hij speelde in totaal 9 wedstrijden in 2015, waarvan drie starts.

#### Oklahoma
Om 24 december 2015 kondigde Murray aan zijn carrière te vervolgen bij Oklahoma. Door regels van de NCAA mocht hij in 2016 niet voor Oklahoma uit komen.

##### 2017
In 2017 was Murray de back-up quarterback achter Baker Mayfield. Hij speelde in zeven wedstrijden, waarvan één als startende quarterback.

##### 2018
In 2018 werd Murray de startende quarterback voor Oklahoma. HIj speelde in alle 18 wedstrijden, waar hij er 17 van startte. Hij vestigde het record in de Big-12 door in acht wedstrijden minimaal drie touchdowns te gooien. HIj was de enige quarterback in de geschiedenis van de University of Oklahoma met 300 passing yards en 100 rushing yards in een wedstrijd, en deed dat in drie wedstrijden. Voor zijn prestaties won hij de Heismantrofee.

## Professionele carrière

### Draft
Tijdens de NFL Draft van 2019 werd Murray in de eerste ronde, als eerste geselecteerd door de Arizona Cardinals. Hij tekende een vierjarig contract bij de Cardinals, met een waarde van ruim $35 miljoen.

### 2019
Op 8 september 2019 maakte Murray zijn debuut in de NFL, in een wedstrijd tegen de Detroit Lions.

### 2022
Voor het seizoen 2022 tekende Murray een vijfjarig contract met een waarde van $230.5 miljoen, dat in gaat in 2024. Hij ontving een tekenbonus van ruim $29 miljoen.